# EBow

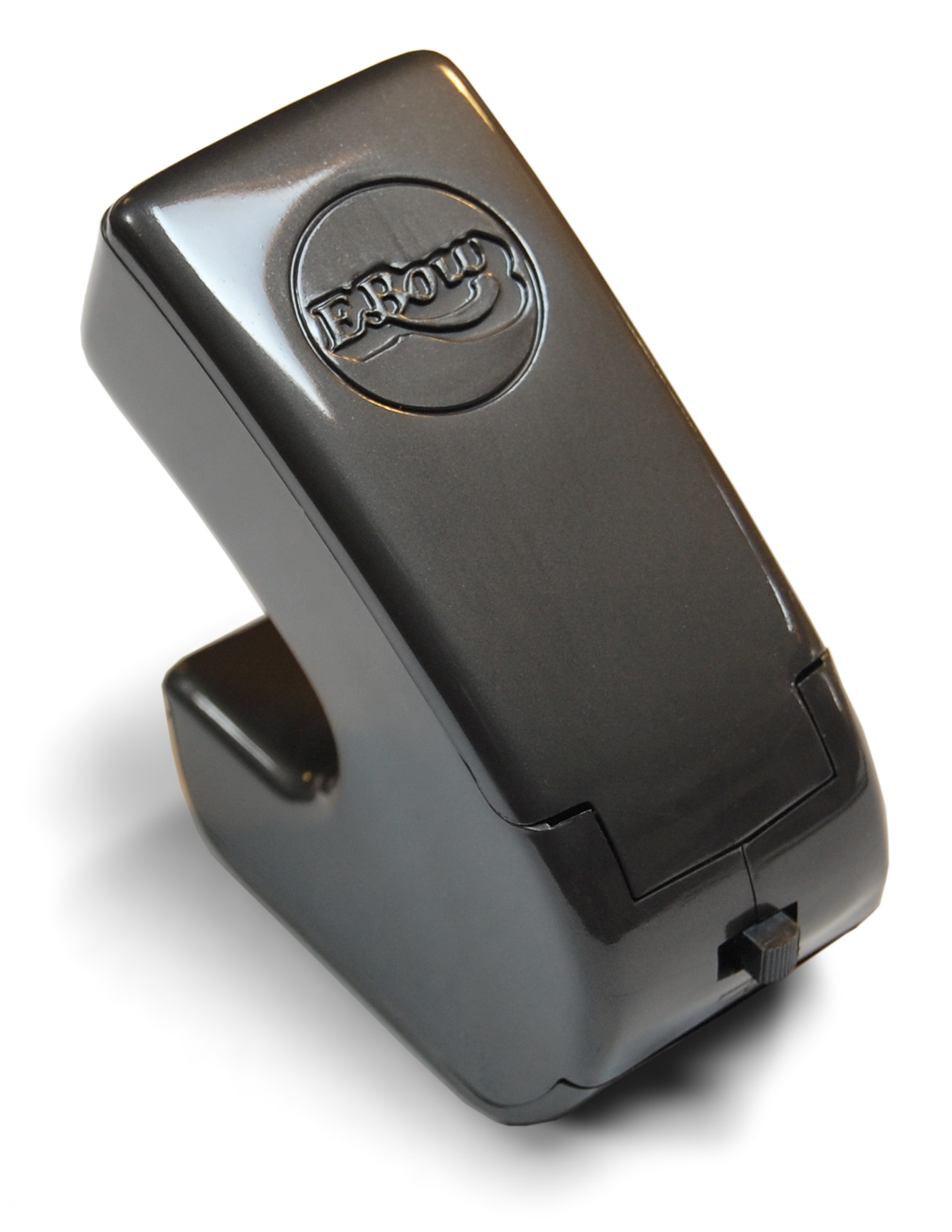
Un EBow.

L'EBow (marque déposée pour Electronic Bow, « archet électronique ») est un appareil électronique à l'intention des guitaristes inventé par Greg Heet en 1969. Le champ électromagnétique qu'il émet provoque l'entretien du mouvement des cordes, et le son ressemble à celui que produirait l'utilisation d'un archet, d'où son nom.
Cet objet est surtout utilisé pour des guitares électriques, mais peut aussi être utilisé sur des guitares folk. Par exemple, David Gilmour des Pink Floyd, utilise un EBow sur la chanson acoustique Take It Back, Jean-Louis Aubert a aussi utilisé le Ebow sur son morceau Alter Ego dans l'album acoustique Premières Prises. Sur ce type de guitare, le son produit ressemble plus à celui d'une flûte ou d'une clarinette.

## Historique
L'appareil est breveté en 1978. En 2017 puis en 2019, deux autres fabricants produisant ce type d'appareil (TC Electronic et Joyo).